# Байсікер
Байсікер (англ. Beiseker) — село в Канаді, у провінції Альберта, у складі муніципального району Рокі-В'ю.

## Населення
За даними перепису 2016 року, село нараховувало 819 осіб, показавши зростання на 4,3%, порівняно з 2011-м роком. Середня густина населення становила 287,1 осіб/км².
З офіційних мов обидвома одночасно володіли 30 жителів, тільки англійською — 785. Усього 40 осіб вважали рідною мовою не одну з офіційних, з них 5 — українську.
Працездатне населення становило 475 осіб (72% усього населення), рівень безробіття — 11,6% (13,8% серед чоловіків та 13,5% серед жінок). 93,7% осіб були найманими працівниками, а 6,3% — самозайнятими.
Середній дохід на особу становив $46 693 (медіана $38 443), при цьому для чоловіків — $55 528, а для жінок $36 274 (медіани — $51 840 та $24 960 відповідно).
26,7% мешканців мали закінчену шкільну освіту, не мали закінченої шкільної освіти — 28,2%, 44,3% мали післяшкільну освіту, з яких 17,2% мали диплом бакалавра, або вищий.
| Статево-вікова структура населення | Статево-вікова структура населення | Статево-вікова структура населення | Статево-вікова структура населення | Статево-вікова структура населення |
| ---------------------------------- | ---------------------------------- | ---------------------------------- | ---------------------------------- | ---------------------------------- |
|                                    |                                    |                                    |                                    |                                    |
| Всього                             | Всього                             | 51,2%48,8%                         |                                    |                                    |
| 0 — 14 років                       | 0 — 14 років                       |                                    | 19,5%                              | 19,5%                              |
| 15 — 64 років                      | 15 — 64 років                      |                                    | 67,1%                              | 67,1%                              |
| 65 і більше                        | 65 і більше                        |                                    | 13,4%                              | 13,4%                              |
| 85 і більше                        | 85 і більше                        |                                    | 1,2%                               | 1,2%                               |
| Середній вік (років)               | Середній вік (років)               | 40,039,6                           | 39,8                               | 39,8                               |
| Медіана (років)                    | Медіана (років)                    | 43,441,1                           | 42,0                               | 42,0                               |
| — чоловіки — жінки                 |                                    |                                    |                                    |                                    |

| Походження мешканців:     | Походження мешканців:     | Походження мешканців: | Походження мешканців: | Походження мешканців: |
| ------------------------- | ------------------------- | --------------------- | --------------------- | --------------------- |
| Походження                |                           |                       | осіб                  | %                     |
| Корінні американці        | Корінні американці        |                       | 20                    | 2.44%                 |
| Інше північноамериканське | Інше північноамериканське |                       | 250                   | 30.53%                |
| Європейське               | Європейське               |                       | 640                   | 78.14%                |
| британське                | британське                |                       | 450                   | 54.95%                |
| французьке                | французьке                |                       | 90                    | 10.99%                |
| українське                | українське                |                       | 115                   | 14.04%                |
| Латинськоамериканське     | Латинськоамериканське     |                       | 10                    | 1.22%                 |
| Карибське                 | Карибське                 |                       | 40                    | 4.88%                 |
| Азійське                  | Азійське                  |                       | 40                    | 4.88%                 |
| Океанійське               | Океанійське               |                       | 20                    | 2.44%                 |

| Зайнятість населення за галузями (за класифікацією NOC): | Зайнятість населення за галузями (за класифікацією NOC): | Зайнятість населення за галузями (за класифікацією NOC): | Зайнятість населення за галузями (за класифікацією NOC): | Зайнятість населення за галузями (за класифікацією NOC): |
| -------------------------------------------------------- | -------------------------------------------------------- | -------------------------------------------------------- | -------------------------------------------------------- | -------------------------------------------------------- |
|                                                          |                                                          |                                                          |                                                          |                                                          |
| Управління                                               | Управління                                               |                                                          | 11,6%                                                    | 11,6%                                                    |
| Бізнес, фінанси та адміністрування                       | Бізнес, фінанси та адміністрування                       |                                                          | 17,9%                                                    | 17,9%                                                    |
| Природничі та прикладні науки                            | Природничі та прикладні науки                            |                                                          | 3,2%                                                     | 3,2%                                                     |
| Освіта, правозахист, муніципальні та урядові служби      | Освіта, правозахист, муніципальні та урядові служби      |                                                          | 4,2%                                                     | 4,2%                                                     |
| Мистецтво, культура, відпочинок та спорт                 | Мистецтво, культура, відпочинок та спорт                 |                                                          | 3,2%                                                     | 3,2%                                                     |
| Роздрібна торгівля та послуги                            | Роздрібна торгівля та послуги                            |                                                          | 11,6%                                                    | 11,6%                                                    |
| Гуртова торгівля, транспорт та обладнання                | Гуртова торгівля, транспорт та обладнання                |                                                          | 37,9%                                                    | 37,9%                                                    |
| Природні ресурси, сільське господарство                  | Природні ресурси, сільське господарство                  |                                                          | 3,2%                                                     | 3,2%                                                     |
| Виробництво                                              | Виробництво                                              |                                                          | 3,2%                                                     | 3,2%                                                     |

## Клімат
Середня річна температура становить 3,3°C, середня максимальна – 22,3°C, а середня мінімальна – -19,3°C. Середня річна кількість опадів – 396 мм.
| Клімат поселення                              | Клімат поселення | Клімат поселення | Клімат поселення | Клімат поселення | Клімат поселення | Клімат поселення | Клімат поселення | Клімат поселення | Клімат поселення | Клімат поселення | Клімат поселення | Клімат поселення | Клімат поселення |
| Показник                                      | Січ.             | Лют.             | Бер.             | Квіт.            | Трав.            | Черв.            | Лип.             | Серп.            | Вер.             | Жовт.            | Лист.            | Груд.            |                  |
| Середній максимум, °C                         | −4,76            | −1,37            | 4,00             | 11,69            | 17,59            | 21,58            | 22,26            | 21,92            | 16,91            | 11,05            | 2,13             | −4,28            |                  |
| Середня температура, °C                       | −12              | −8,6             | −3,23            | 4,44             | 10,34            | 14,31            | 16,28            | 15,94            | 10,90            | 5,06             | −3,85            | −10,27           |                  |
| Середній мінімум, °C                          | −19,26           | −15,86           | −10,48           | −2,82            | 3,10             | 7,06             | 10,31            | 9,95             | 4,92             | −0,9             | −9,83            | −16,26           |                  |
| Норма опадів, мм                              | 15               | 11               | 18               | 23               | 49               | 75               | 62               | 54               | 46               | 16               | 15               | 12               |                  |
| Середньомісячна швидкість вітру, м/с          | 3.70             | 3.50             | 3.90             | 4.10             | 4.05             | 3.78             | 3.30             | 3.20             | 3.50             | 3.80             | 3.90             | 3.74             |                  |
| Середньомісячна сонячна радіація, кДж/м²·день | 3989             | 7393             | 12675            | 17261            | 20641            | 22043            | 23086            | 19546            | 13567            | 8150             | 4145             | 3026             |                  |
| --------------------------------------------- | ---------------- | ---------------- | ---------------- | ---------------- | ---------------- | ---------------- | ---------------- | ---------------- | ---------------- | ---------------- | ---------------- | ---------------- | ---------------- |
| Джерело:                                      |                  |                  |                  |                  |                  |                  |                  |                  |                  |                  |                  |                  |                  |